# Кали-кула
Кали-кула (IAST: Kālīkula), или Каливидья, — одна из двух основных, наряду с Шри-кулой, традиций-сампрадай в шактизме как направлении индуизма. Название в переводе с санскрита значит семья Кали (санскр. कुल IAST: kula — семья), то есть богини Кали — одной из грозных манифестаций Дурги, супруги Шивы.
Кали-кула носит преимущественно характер тантры «левой руки» (вамачары), признающей употребление панчамакары (мясо, половое соитие) в эзотерических обрядах.
Ключевыми священными текстами для школы являются тантры («Маханирвана-тантра», «Кали-тантра», «Каливиласа-тантра», «Каликула-сарвасва» и другие). Среди иной литературы можно назвать «Каула-упанишаду», «Калика-пурану», «Кали-сахасранаму» и бенгальскую поэзию шактистского бхакти (Рампрасад Сем и другие).
Последователи и храмы встречаются главным образом на северо-востоке (Западная Бенгалия, Ассам) и отчасти юге (Керала) Индии и в Непале, значительно влияние этой традиции и на практику российского тантрического движения Тантра-сангха.